# Loximnesicles
Loximnesicles is een geslacht van rechtvleugeligen uit de familie Chorotypidae. De wetenschappelijke naam van dit geslacht is voor het eerst geldig gepubliceerd in 1974 door Descamps.

## Soorten
Het geslacht Loximnesicles omvat de volgende soorten:
- Loximnesicles annulosus Descamps, 1974
- Loximnesicles brachypterus Descamps, 1974
- Loximnesicles luzonicus Descamps, 1974